# مركز دارين مول
دارين مول هو مكان إستراتيجي على كورنيش الدمام بمساحة إجمالية وقدرها 59,017 متر مربع، ومواقف سيارات تتسع لأكثر من 1300 سيارة بالإضافة إلى الخدمات الأخرى.

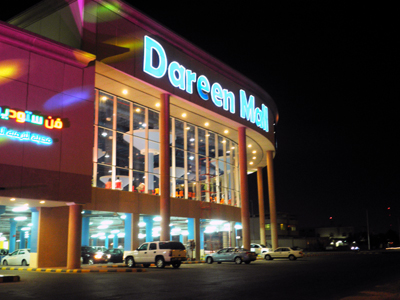
Dareen Mall

## أهم العلامات التجارية
ويضم مركز دارين مول نخبة من الشركات الاستراتيجية مثل: شركة فواز الحكير، سيتي ماكس، بيبي شوب، هونداي و RED .

## خارجية
- http://www.edareen-mall.com/
دارين مول صيف ناجح -
3.	دارين مول توزع سيارتي تاهو للفائزين -